# Ellisella flagellum
Ellisella flagellum is een zachte koraalsoort uit de familie Ellisellidae. De koraalsoort komt uit het geslacht Ellisella. Ellisella flagellum werd in 1910 voor het eerst wetenschappelijk beschreven door Thomson & Russell. 